# Singtam
Singtam é uma cidade no distrito de Sikkim do Leste, no estado indiano de Sikkim.

## Geografia
Singtam está localizada a 27° 09′ N, 88° 23′ L. Tem uma altitude média de 1396 metros (4580 pés).

## Demografia
Segundo o censo de 2001, Singtam tinha uma população de 5431 habitantes. Os indivíduos do sexo masculino constituem 56% da população e os do sexo feminino 44%. Singtam tem uma taxa de literacia de 71%, superior à média nacional de 59.5%: a literacia no sexo masculino é de 75% e no sexo feminino é de 66%. Em Singtam, 12% da população está abaixo dos 6 anos de idade.